# Quartier Saint-Vincent (Le Havre)
Le quartier Saint-Vincent est un quartier du Havre situé en ville basse, entre le centre reconstruit et la plage. Il s'organise autour de l'église Saint-Vincent-de-Paul.

## Histoire
Avant la fondation de la paroisse au milieu du XIXe siècle, le quartier appartient encore au Bas-Sanvic. Il est rattaché au Havre en 1852 alors que la construction de l'église en est à ses débuts. Dans la deuxième moitié du XIXe siècle, Saint-Vincent se développe en relation avec la plage. Des maisons de maître y sont érigées. Le plus grand cinéma du Havre, l'Alhambra, ouvre ses portes dans l'entre-deux-guerres, rue d'Etretat.